# Boeun
Der Landkreis Boeun (kor.: 보은군, Okcheon-gun) befindet sich in der Provinz Chungcheongbuk-do. Der Verwaltungssitz befindet sich in der Stadt Boeun-eup. Der Landkreis hatte eine Fläche von 584 km² und eine Bevölkerung von 33.453 Einwohnern im Jahr 2019.

Lage des Landkreises in Chungcheongbuk-do